# Champlite
Champlite (em francês: Champlitte) é uma comuna francesa na região administrativa de Borgonha-Franco-Condado, no departamento de Alto Sona. Estende-se por uma área de 128,9 km². Em 2010 a comuna tinha 1 671 habitantes (densidade: 13 hab./km²).